# Varese Football Club 1950-1951
Questa pagina raccoglie le informazioni riguardanti il Varese Football Club nelle competizioni ufficiali della stagione 1950-1951.

## Rosa
| N. |                   | Ruolo | Calciatore       |
| -- | ----------------- | ----- | ---------------- |
|    | Italia (bandiera) | C     | R. Aloisio       |
|    | Italia (bandiera) | A     | E. Borellini     |
|    | Italia (bandiera) | D     | L. Campi         |
|    | Italia (bandiera) | C     | Giovanni Comotti |
|    | Italia (bandiera) | A     | Dante Destri     |
|    | Italia (bandiera) | C     | Facchin          |
|    | Italia (bandiera) | C     | C. Lavizzari     |
|    | Italia (bandiera) | C     | Alfio Mandich    |

| N. |                   | Ruolo | Calciatore      |
| -- | ----------------- | ----- | --------------- |
|    | Italia (bandiera) | D     | Luigi Marzoli   |
|    | Italia (bandiera) | A     | A. Meneghetti   |
|    | Italia (bandiera) | C     | Alberto Oldani  |
|    | Italia (bandiera) | D     | A. Resnati      |
|    | Italia (bandiera) | C     | Antonio Ronconi |
|    | Italia (bandiera) | A     | A. Sacchini     |
|    | Italia (bandiera) | A     | G. Saita        |
|    | Italia (bandiera) | P     | Emilio Zanotti  |